# Route 123 (Nouveau-Brunswick)
Pour les articles homonymes, voir Route 123.
La route 123 est une route secondaire du Nouveau-Brunswick située dans le centre de la province, reliant Chipman à Doaktown, traversant la forêt centrale du Nouveau-Brunswick. Elle est longue de 52 km (32 mi).

## Description du tracé
La route 123 débute dans le centre de Chipman. Elle est la principale rue de la ville, qu'elle traverse du sud au nord, puis elle suit la rivière au Saumon, qu'elle traverse à Gaspereau Forks. Elle croise également la route 116 dans cette municipalité, en direction de Rexton et de Moncton. Environ 5 km (3,1 mi) au nord, elle passe à Upper Gaspereau et c'est à partir de cette municipalité que la route 123 devient une route forestière pendant 35 km (22 mi), isolée et possédant peu d'intersections. À l'est de Doaktown, elle bifurque vers l'ouest pendant en suivant la rivière Miramichi Sud-Ouest, jusqu'à la route 8, dans le centre de Doaktown, où elle prend fin. 

## Histoire
La Grand Lake Road fut construite au début des années 1970. Elle est devenue la route 123 en 1976, remplaçant une ancienne section de la route 116, entre Chipman et Gaspereau Forks. 

## Intersections majeures
| Comté                 | Ville           | km    | Destinations                            | Notes                              |
| --------------------- | --------------- | ----- | --------------------------------------- | ---------------------------------- |
| Queens                | Chipman         | 0,00  | NB-10 – Youngs Cove, Minto, Fredericton | La NB-123 sud devient la NB-10 est |
| Queens                | Gaspereau Forks | 8,60  | NB-116 – Minto, Fredericton, Harcourt   |                                    |
| Northumberland        | Doaktown        | 52,00 | NB-8 – Miramichi, Fredericton           |                                    |
| - Transition de route |                 |       |                                         |                                    |